# 祖納
祖纳（?—?），字士言，晋朝范阳郡遒县（今河北省涞水县）人，祖逖异母兄。
祖纳性情至孝，年轻时孤贫，常自己做饭养母。平北将军王乂辟为从事，转任尚书三公郎，官至太子中庶子。为官多有驳正补阙。后来历任中护军、太子詹事，封晋昌公。
当时洛阳将乱，避祸至东南，丞相司马睿引为军咨祭酒。喜欢下围棋，王隐劝说他停止弈棋改为纂史来自强。他把王隐推荐给司马睿，说他有良史才。他密奏晋元帝司马睿，说自己的异母弟祖约将作乱，反被祖约所谗，为朝廷所弃。祖约后来造反，朝野叹他有识。温峤推荐他为光禄大夫。在家中去世。祖纳谈锋犀利，曾以梅陶、锺雅为利锥，自己为钝槌，钝槌击打利锥以致摧毁。而使梅陶、锺雅无言以答。